# 유방 페티시즘
유방 페티시즘은 파트너의 유방에 시각적, 촉각적으로 강한 호감을 갖는 행위를 일컫는다.